# Aerodrom (Noord-Macedonië)
Aerodrom (Macedonisch: Аеродром) is een gemeente in Noord-Macedonië en maakt deel uit van het hoofdstedelijk gebied Groot Skopje.
Aerodrom telt 72.009 inwoners (2002). De oppervlakte bedraagt 21,85 km², de bevolkingsdichtheid is 3295,6 inwoners per km².